# 예르케불란 시날리예프
예르케불란 쿠르마하노비치 시날리예프(카자흐어: Еркебұлан Құрмаханұлы Шыналиев 예르케불란 쿠르마하눌르 스날리예프, 러시아어: Еркебулан Курмаханович Шыналиев, 1987년 10월 7일~)는 카자흐스탄의 권투 선수이다. 2008년 하계 올림픽에서 라이트헤비급 동메달을 획득했으며 세계 선수권 대회에서 동메달 1개를 획득했다.